# Српски трговачки законик из 1860. године
Српски трговачки законик донет је 26. јануара 1860. године од стране српског књаза Милоша Обреновића и Народне скупштине.

## Трговачко право и положај трговаца у Србији до 1859.године
После три деценије ратовања, преговора, погађања и интервенција страних сила, султановим хатишерифима из 1830. и 1833. године, укинута су основна обележја феудалне зависности у Србији, призната је унутрашња аутономија са наследним кнезом, а територија Београдског пашалука проширена припајањем шест нахија, а српској управи признато право да прикупља и располаже свим земаљским приходима, уз обавезу дажбине Порти од 2,3 милиона гроша годишње. Хатишерифом је потврђена слобода трговања за Србе у свим деловима.Отоманске царевине, уз пасош који издаје српски кнез, са могућношћу да користе сва права која трговачки уговори Порте са страним земљама обухватају, јер су у области спољне трговине дате и могућности које је Србија могла пуноважно да ужива. У Уставу из 1835. године истакнута су права слободне трговине, што је потврђено и Указом кнеза Милоша о слободи личности и трговине од 16. октобра 1837. године, а потврђено и Уставом из 1838. године. У наредним годинама низом закона регулисани су 11 односи између државе и појединца: Грађански закон 1844, Еснафска уредба 1847, Закон о стецишном поступку 1853 и на крају, најважнији — Трговачки законик 1860. године.
У Београду је 1850. године деловало 21 еснафска организација са 647 чланова, међу којима је било највише оних из гране одевања. Што се страних занатлија тиче, њихов је прилив био појачан после револуционарне 1848—49. године кад су, после неуспеле револуције, тражећи спас од прогона због учешћа у њој, стизали у Србију. У Београду је 1854. године било регистрованих 215 страних занатлија, а 1856. године већ 411, пореклом из Беча до Будимпеште и других градова све до Хановера. Трговачки сталеж избија на прво место међу учесницима привредног живота, и њихова моћ је расла сразмерно оствареном успеху у пословању, што се видело и по учешћу у градској управи, и покретању бројних иницијатива за нове мере у држави и друштву, сарађујући са властима на формирању одлука и законских предлога.
Популаризација ових предлога из трговачких кругова здушно је помагала ондашња штампа, која би стално стављала на дневни ред неки од актуелних проблема и предлога за њихово решење: захтев за новим трговачким законима, за судовима, школама, берзом, трговачким друштвима, народном банком, акционарским банкама, сопственом монетом. Поред тога, у штампи је било извештаја са домаћих и страних пијаца, о вредности и курсу новца у земљи и на страни.
Године 1856, 30. јануара на Света три јерарха (познато као трговачка слава), одржана је скупштина трговаца у просторијама Београдског читалишта, на којој се истиче потреба да се регулише положај трговаца, укине зеленашки интерес и оснује народна банка. Посебно изабраном Одбору за побољшање трговине у Србији, поверен је задатак да на основу анализе о стагнацији српске трговине и настале кризе, припреме предлоге кнезу, тражећи да се ствари узму у решавање. У поменутом предлогу трговаца од 11 тачака, захтева се: да се изда трговачки законик, који ће регулисати све појаве у вези с трговином, како оне који је угрожавају, тако и унапређују, да се ефикасније кажњавају девијације (дужнички односи итд.), затим да суђења у трговачким споровима и друга буду ефикаснија, да се проблем саобраћаја 14 детаљно проучи и приступи његовом регулисању, што је од неопходне важности за трговање; да се по примеру који се у Европи практикује, оснује један трговачки одбор – врста привредног савета, који ће помагати Влади у питањима и старању о трговини. Предлог је обухватао и оснивање трговачких школа, школовање младих људи за трговачку струку и ван земље, увођење обавезних трговачких недељних школа за трговце и занатлије.
Предложено је и да се уговори Порте са страним земљама, којих се морају држати и привредници из Србије, прилагоде њиховим потребама, као и да се Устав више поштује, нарочито у погледу одредаба о слободи трговања и обављања и других радиности. У захтеву није заобиђено ни регулисање имовинских односа у аграру, предлогом да се обавезно заведу баштинске књиге, да се врши укњижавање тапија. Година 1856. протекла је у разматрању ових предлога – у чему су одлучивала и подручна министарства и Совјет, па и сам кнез Александар Карађорђевић.

## Позадина доношења Трговачког законика
Међутим, три године касније долази до заседања Светоандрејске скупштине. Светоандрејска скупштина је било заседање скупштине Kнежевине Србије које је почело на Светог Андреја 30. новембра/12. децембра 1858. и завршило се 31. јануара/12. фебруара 1859. године. Кнез Александар Карађорђевић је сазвао скупштину под притиском опозиције. На скупштини су уставобранитељи и група либерала, подржала династију Обреновић и Милоша Обреновића, и кнезу Александру Карађорђевићу одузела мандат кнеза, и предала га кнезу Милошу Обреновићу. Од тада је почела друга владавина кнеза Милоша Обреновића, која је трајала до 1860. и завршила се његовом смрћу 26. септембра 1860. године.
Тачно осам месеци пре смрти, 26. јануара 1860. године, Милош Обреновић, књаз српски, са сагласјем Совјета и на предлог Народне Скупштине доноси „Законик Трговачки за Књажевство Србију“.

## Садржина Законика
Трговачко право је скуп посебних правила о трговцима и трговачким пословима.
Највећи и најважнији извор трговачког права био је Трговачки законик из јануара 1860. године. Имао је седам глава и 170 параграфа. Састојао се из два дела.
У првом делу, у главама I-V, било је изложено трговачко право у ужем смислу. 
Одредбе трговачког права у ужем смислу углавном су биле подударне са одредбама француског Трговачког законика (фр. code de commerce). У другом делу, у главама VI и VII, биле су одредбе из меничног права. Те одредбе углавном су се слагале са немачким Општим меничним законом (Wechselordnung). Трговачко право у ужем смислу садржало је одредбе о трговцима, трговачким књигама, трговачким друштвима, трговачким посредницима и доказним средствима у трговачким споровима. У првој глави били су прописи о трговцима.
Трговац, у најширем смислу, означава особу која се бави трговином. У ужем смислу се под тиме подразумева пословни човек коме трговина, односно посредовање између произвођача и потрошача одређене робе представља главну економску активност и извор прихода. У Србији тога времена, трговац је морао испуњавати одређене услове:да му је трговина занимање, да тргује под својим именом и да је пословно способан. Пословна способност се стицала пунолетством, које је по тадашњим прописима наступало са навршеном 21 годином живота. Малолетници су са пуних 17 година могли постати трговци уз допуштење оца и одобрење суда. Удата жена је морала имати одобрење мужа да може трговати. Сваки трговац је морао пријавити фирму код надлежног суда и дати објаву о фирми у новине.
У другој глави били су прописи о трговачким књигама. Сваки трговац је морао да води најмање три књиге: Дневник, Преписну књигу, Књигу за попис (инвентар) У дневнику је требало тачно навести све пословне промене хронолошки, из дана у дан, уз навођење датума. У преписну књигу су преписивана писма која је трговац писао другим трговцима, односно писма која је од других примио. На крају пословне године сваки трговац је био дужан да у књигу за попис (инвентар) попише целокупно своје покретно и непокретно имање. Уредно вођене трговачке књиге суд је могао сматрати као полудоказ.
У трећој глави били су прописи о трговачким друштвимма, која представљају друживања трговаца у циљу ефикаснијег и квалитетнијег трговања. Закон признаје три вида ортаклука трговачког: Ортаклук јавни (под заједничким именом), Ортаклук мешовити (командитни) Ортаклук безимени (акционарски) односно акционарско друштво.

### Глава III о друштвима трговачким и о правилима за њих
§ 23.
Ортаклук јавни онај је, који са уговором састављају два или више лица намеравајући да тргују под заједничком фирмом.
Заједничка фирма састављена је, или из имена свију ортака, или из имена једног или више њих с придатком „и друштво“ (компанија). Ако су у фирми исписана имена свих ортака, не сме се додати „и друштво“, јер онда исти чине превару, за коју одговарају ако доцније не могу измирити повериоце.
§ 24.
Ортаци, тргујући под заједничком фирмом и у уговору ортаклука потписани, одговарају један за све и сви за једнога целим својим имањем за све обавезности ортаклука под заједничком фирмом учињене.
§ 25.
Ортаклук мешовити саставља се из једног или више ортака објављених који одговарају један за све и сви за једног, и једног или више ортака необјављених који су само капитал уложили и који се зову командитори. Овај ортаклук тргује под заједничким именом, које мора бити састављено из једног или више ортака јавних заједнички обвезаних. Командитори не морају бити трговци и само по томе што су командитори они нису трговци, ако то иначе нису.
§ 31.
Друштво безимено (акционарско) не постоји под заједничким именом, нити је означено именом ма ког учесника, него му се даје име по предмету предузећа.
§ 32.
Њим управљају руковатељи за време изабрани, који се могу отпустити и другима заменити. Руковатељи ови могу бити учесници друштва, а могу не бити, могу с платом и без ове друштво служити.
§ 33.
Руковатељи одговарају само за извршење препорученог им посла, који су на себе примили, а ако су у исто време и учесници, онда поред тога одговарају као учесници.
§ 34.
Учесници овог друштва одговарају за штете друштвене само са својим улогом.
§ 35.
Капитал безименог друштва дели се на акције, а оне могу се на раздељке једнаке вредности делити.
У четвртој глави била су наведена лица која су посредовала и олакшавала трговачке послове између трговаца, фабриканата и лица која не припадају трговачком реду. У трговачке посреднике су спадали: посредници (називани и сензали), набављачи („комисионери“) и отправљачи (експедитори)
У петој глави говорило се о доказима, који су сведочили да су странке везане уговором. Докази су биле јавне и приватне исправе, белешка посредника која је издата и потписана од странака, преписка између трговаца, признати рачун (кад је дужник својом руком на конту рачуна написао износ дуга и изјављивао да га признаје), трговачке књиге (као полудоказ) и сведоци. Из тога је видљиво да је трговачко право имало и своје нарочите доказе, осим оних који су били предвиђени прописима грађанског права.
Шеста глава је почела одредбом да „сваки Србин може меницу издати, применити и ову на другога пренети...“ Међутим, следећа одредба је право одузела сељацима, војницима и удатим женама (без одобрења мужа). Ускраћивање пасивне меничне способности сељацима и војницима правдано је тиме да се они наводно лакоумно упуштају у меничне послове без јасног појма о опасностима којима се излажу. Меница је, иначе, била дефинисана као исправа издата у законом прописаном облику којом се њен издавалац или сам обавезује или налаже другом лицу да исплати меничну суму одређеном лицу у одређено време. Разликовале су се вучена и сопствена меница. Вучена или трасирана била је меница којом издавалац менице налаже другом лицу да исплати износ означен у меници трећем лицу. Издавалац менице који налаже исплату меничне суме називао се трасант, лице коме је наложено да исплати ту суму називало се трасат, а лице коме је требало исплатити меничну суму називало се ремитент. у тексту вучене менице стајало је „платите“, што је био позив трасанта трасату да плати меничну суму ремитенту. Сопствена меница била је меница којом се сам издавалац менице обавезивао да ће исплатити меничну суму о доспелости. Због тога се у тексту сопствене менице налазила реч „платићу“. Дефиниција менице, називи меничних страна, као и подела на вучну и сопствену меницу остали су, углавном, непромењени до данас. У живом законодавном раду почетком 20. века века био је изграђен пројекат трговачког законика, који је службено објављен 1912. Године, као и пројекат меничног закона, међутим, ти пројекти нису озакоњени.

## Узори Српског трговачког законика

### Француски трговачки законик (1807) као модел-узор Српског трговинског законика (1860)
Професор Мирко Васиљевић сматра да постоји директни утицај Француског трговачког законика из 1807. године на Српски трговачки законик из 1860. године. Васиљевић такође сматра и да је Српски трговачки законик скраћени превод прве књиге Француског трговачког законика. По његовом мишљењу, овим закоником, као и својим Грађанским закоником из 1844. године, Србија је међу првим земљама у Европи, показала своју зрелост и опредељеност за изградњу државе са владавином права.

## Објашњење Трговачког законика за књажевство Србију
„Што се тиче овога трговачког законика уопште, он се снаже у главноме са начелима францускога трговачког законика (фр. code de commerce), особито у своме трговачко-правном делу; а што се тиче права меничног, он се само у нечему са француским закоником подудара, а у другим деловима слаже се са општим немачким меничним законом. Тако на пример, у овај српски законик није примљен онај пропис, да сваки пренос (трата) менице ако ће да вреди мора се повући са једног места на друго, а овај пропис по француском праву сматра се као сасвим нуждан и узет је из италијанскога меничног права; по овом законику из сваке такозване местне менице истичу права и обавезности, које се иначе из преноса изводе, а то је исто и по немачком меничном праву (чл. 4.). наравно, одступање ово од француског права сасвим је у корист српске трговине, јер због суседства више земаља аустриске царевине припадајућих ка области немачкога меничног права, нужно је било, да се приближимо тамошњим уредбама и законима у овој ствари; као што се и мора сматрати да је законодатству задатак, да се што је више могуће изравна и у сагласност доведе са правним одношајима који се великим делом пружају далеко у иностранство, па тиме радити да се умање тегобе које судију приликом сукоба странских и домаћих закона не могу мимоићи. Напротив наш трговачки законик одступа од немачког права у толико, што се држи францускога у захтевању признања вредности. Но ово код све блискости неких земаља, које су немачком меничном праву подвргнуте, у практики неправи знатну разлику; јер немачки трговачки ред увек је на томе остао, да на својим меницама ставља овај уметак: „вредност примио“, па тако ни трговци ни судије не могу доћи у неприлику, да се у овој точки послуже странским законом те да објасне, да ли дотична меница одговара барем законима важећим у оном месту где је издата. Оваквим начином могла би се између нашега и она два поменута странска законика повући сравњујућа линија у разним правцима. Али да се не би у даљем повлачењу те линије морали сад сувише упустити у појединости, а тиме пред објашњење појединих наређења закона истрчавали: „остављамо то успоређење за доцнију прилику, кад ће бити од веће користи и за разумљење ствари боље служити.“